# Balsa de la Sociedad de Aguas (Puerto Lumbreras)

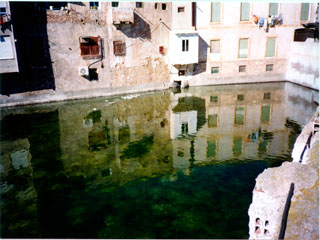
Balsa de la Sociedad de Aguas

Balsa para la acumulación de aguas procedentes del aprovechamiento de la corriente regular de agua subterránea bajo el cauce de la rambla de Nogalte (Puerto Lumbreras, Región de Murcia). Forma parte del sistema hidráulico conocido como Caño y Contracaño, infraestructura que comprende desde la captación del agua en la rambla a través de galerías filtrantes, su distribución para consumo humano (Fuente de los Caños), ganado (Abrevadero de Los Caños) y, finalmente, el almacenamiento de las aguas sobrantes en la Balsa de la Comunidad de Propietarios de las Aguas del Caño y Balsa de Lumbreras, desde donde se realiza el reparto entre los propietarios para riego de tierras.

La balsa, de forma irregular, tiene el suelo y paredes revestidos de cal hidráulica. Tenía una capacidad de 1280 metros cúbicos. En 2006, al construir sobre ella un centro de día para mayores, se reduce su capacidad a 952 metros cúbicos.

## Historia

### Origen

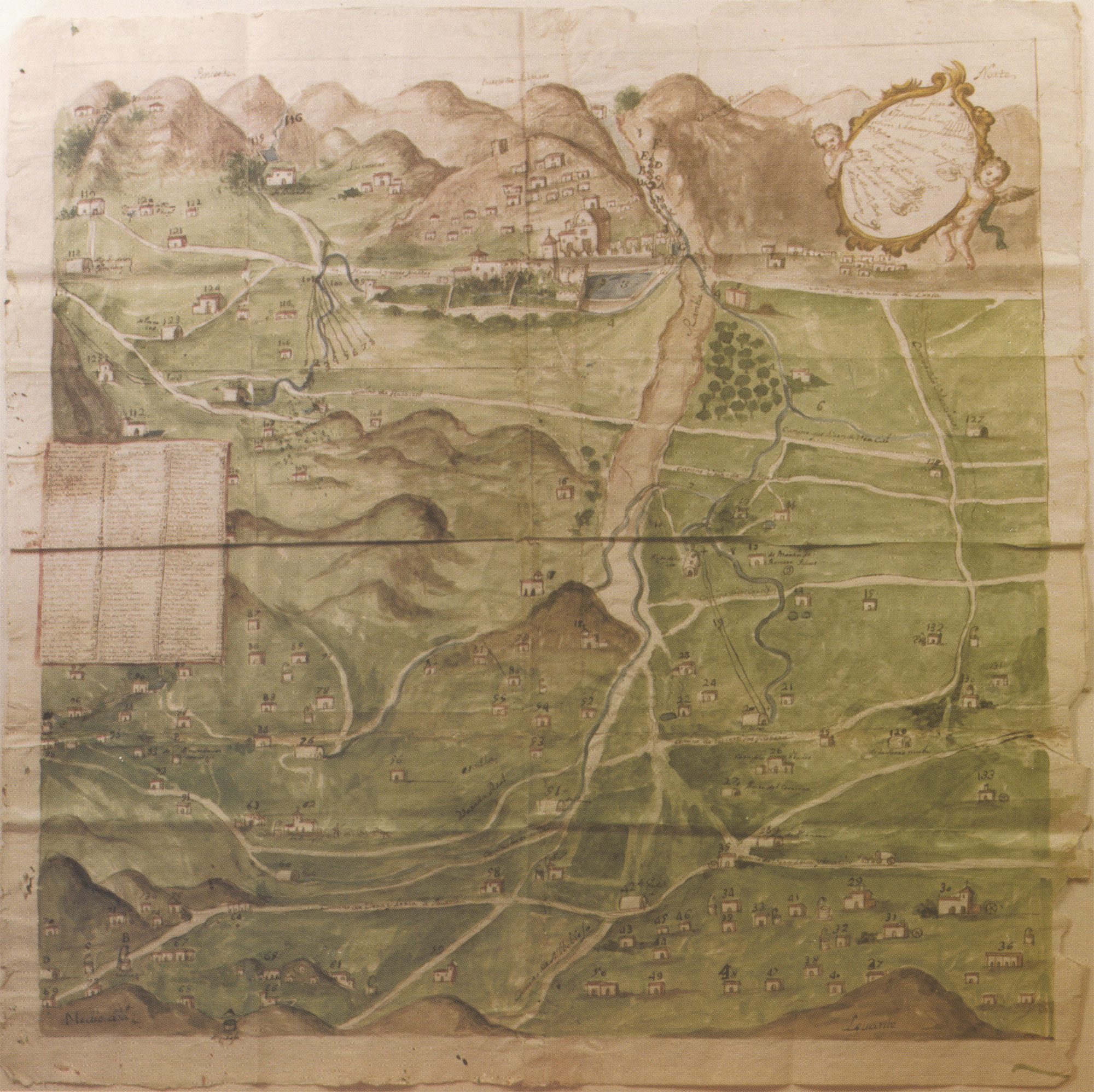
Representación de los aprovechamientos del agua de la rambla

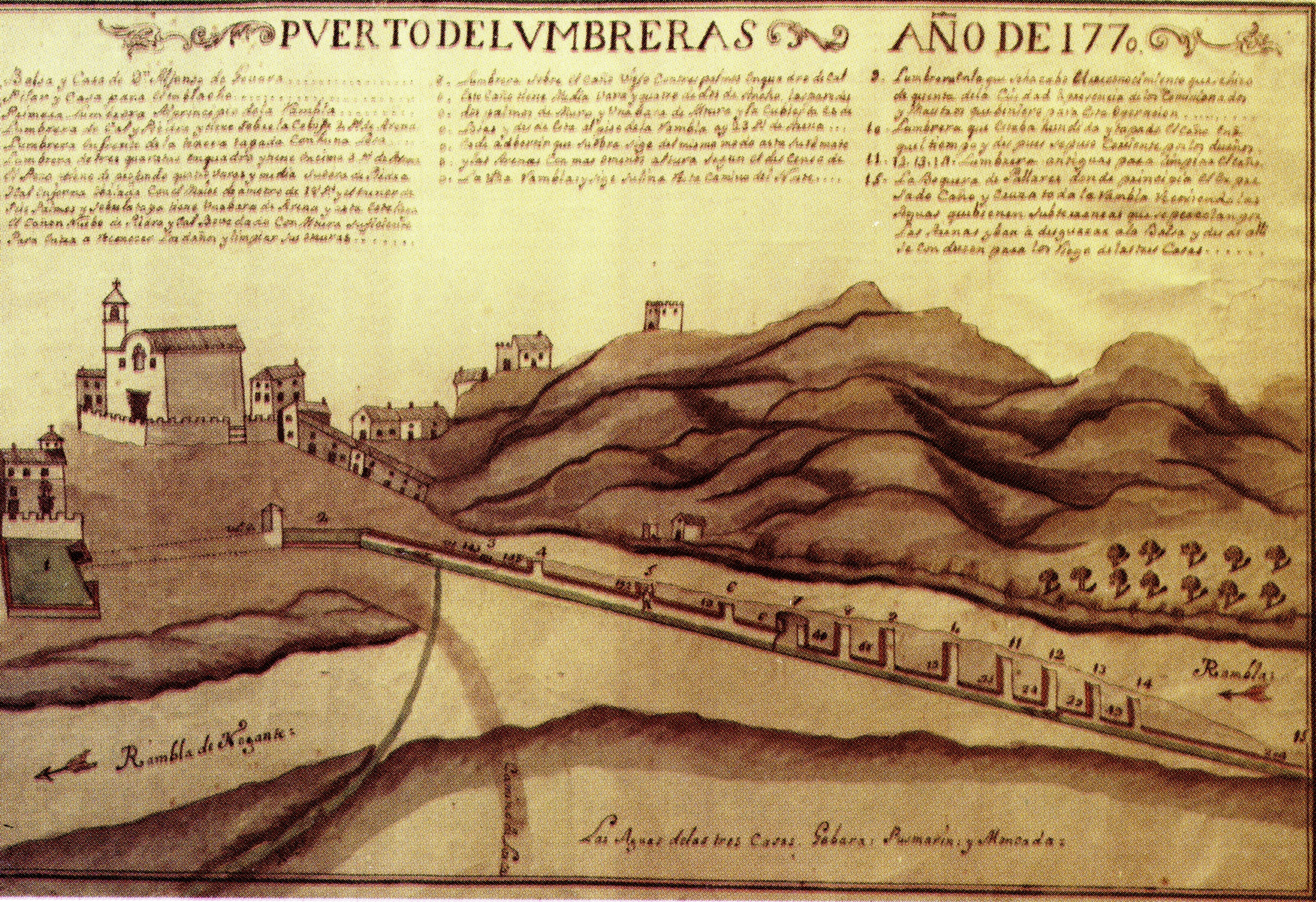
Plano pintado de 1770. La balsa aparece representada a la izquierda

Aunque la mayor parte de esta infraestructura data del siglo XVIII, el sistema parece remontarse a época islámica, quizá construido por parte de pobladores hispano-musulmanes de origen egipcio o sirio que eran conocedores del funcionamiento de las galerías filtrantes o viajes de aguas. Sin embargo, las primeras referencias documentales al aprovechamiento y almacenamiento de las aguas de Nogalte son ya de época cristiana. Se trata de Actas Capitulares del Concejo de Lorca que reflejan el interés por parte del concejo lorquino en la limpieza y reparación de las lumbreras de Nogalte.

En lo que respeta a la balsa su existencia está acreditada al menos desde hace 300 años. Se trata de un paño pintado (1743-1763), conservado en el Fondo Cultural Espín en Lorca, y en el que aparece representada la balsa, conocida como de Guevara, en la margen derecha de la rambla y frente a la iglesia de Nuestra Señora del Rosario, junto al camino que une a la ciudad de Lorca con Huércal-Overa. Es en esta balsa donde se recogían las aguas sobrantes de la fuente y abrevadero de los Caños.

A pesar de que entre los siglos XIV y XVI la propiedad de las aguas de Nogalte fue del común y gestionada por el Concejo de Lorca, explotada a censo y dejándola libre para personas y ganados, las obras de mejora emprendidas por parte de particulares adinerados en el sistema de Caño y Contracaño, condujo a que las aguas acumuladas en la balsa pasaran de ser propiedad del Común a sus manos. De este modo, los propietarios disponían del derecho a usar estas aguas sobrantes en sus tierras o bien vender su turno o derecho de uso durante una porción de tiempo.

En otro plano conservado en la Fundación Espín de Lorca, fechado en 1770, se representa este sistema: las galerías con lumbreras, el caño-abrevadero y la balsa, desde la cual “se conduzen para los riegos de las tres Casas”, que eran Gebara, Pusmarin y Moncada. Estas tres casas o familias fueron aumentando durante los siglos XVIII y XIX, especialmente tras los procesos de desamortización y desvinculación (1798 y 1855), con nuevos capitales que adquirieron recursos de aguas en Nogalte. Así, en 1890 ya eran cinco o seis las casas que se repartían las aguas de la Balsa convirtiéndose en los administradores del agua, “repartidores”, en una tanda de 14 días y de 336 horas.

### La Sociedad de Aguas y Comunidad de Propietarios

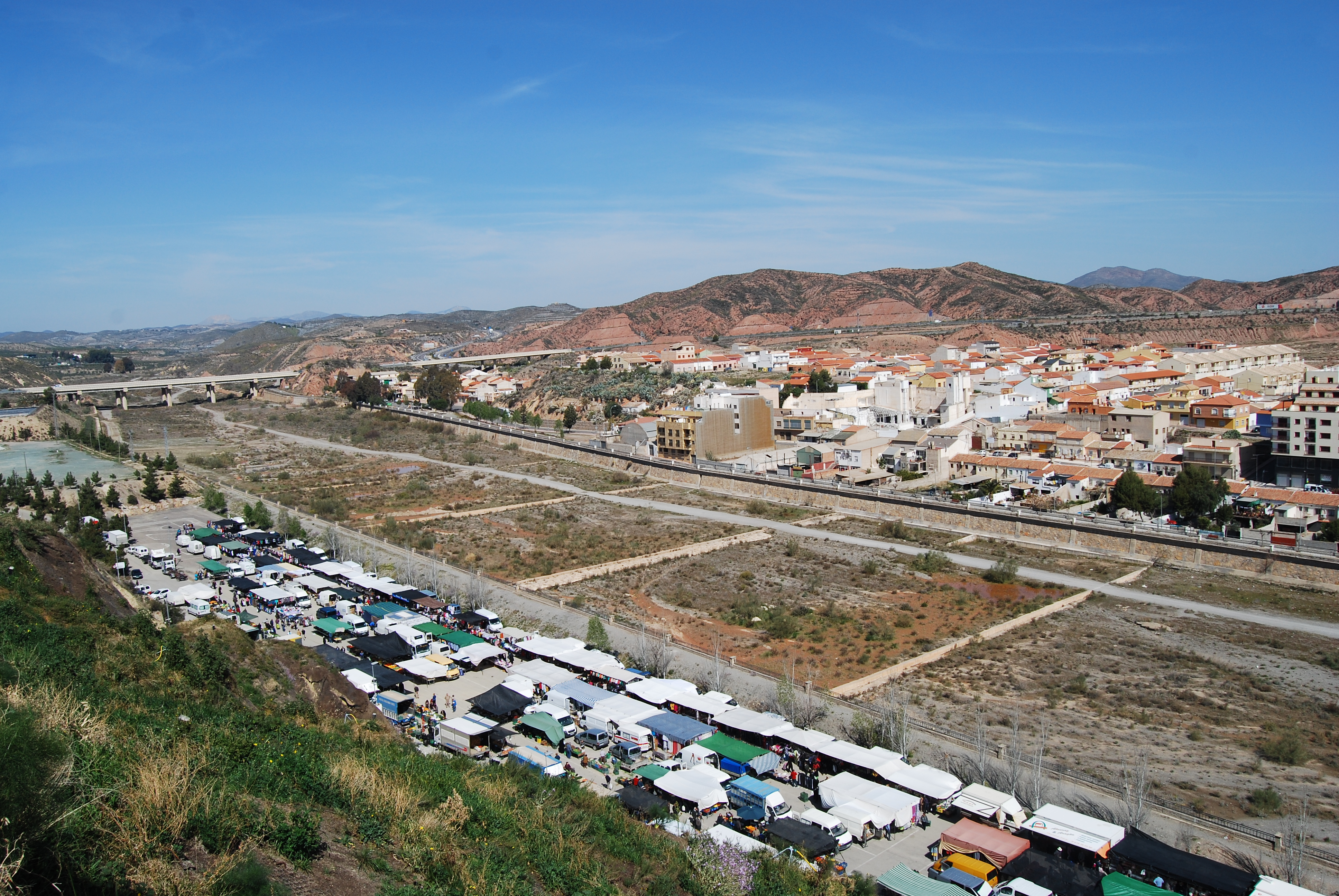
Rambla de Nogalte bajo la que se sitúa el sistema de Caño y Contracaño

En 1926 se constituyó la Comunidad de Propietarios de las Aguas del Caño y Balsa de Lumbreras, cuya escritura recoge una relación de más de 20 propietarios con el número de horas que tenía asignado cada uno, sumando el mismo número de horas que en 1890:336. El paso del tiempo, tras herencias y compraventas de los derechos de uso de las aguas, ha provocado un aumento del número de propietarios: en 1966 eran 73, en 2003 sumaban 98. Este aumento no se ha traducido en un incremento del número de horas, ya que se sigue disponiendo del mismo número. De este modo, si cuando se constituye la sociedad en 1926 había 13 propietarios que disponían más de 10 horas de riego, en 2003 sólo son cuatro.

Dentro de este sistema de reparto de tandas y compra venta de aguas destaca la figura del repartidor, un hombre bueno que cuenta con la confianza de los propietarios y de los que adquieren horas de agua. Se encarga del mantenimiento del sistema hidráulico, de distribuir el agua según le toca a cada uno (turno en la tanda), interviene en disputas entre propietarios, de fijar el precio de la hora de agua, según la demanda y la cantidad de agua alumbrada y cobrar las horas vendidas y liquidarlas a sus propietarios a cambio de una pequeña comisión.